# Казаков, Сергей Николаевич
Сергей Николаевич Казаков (родился 8 июля 1976 года в Димитровграде, СССР) — российский боксёр-любитель, выступающий в наилегчайшей весовой категории (до 48 килограмм), Заслуженный мастер спорта по боксу. Бронзовый призёр Олимпийских игр 2004 года, чемпион Мира 2003 года, многократный чемпион Европы (1998, 2002 и 2004).

## Биография
Выпускник Поволжской государственной социально-гуманитарной академии.
На Олимпийских играх в Афинах в зачёте первого наилегчайшего веса прошёл эквадорца Патрисио Калеро, мексиканца Рауля Кастаньеду и намибийца Джозефа Джермию, однако на стадии полуфиналов был остановлен представителем Турции Атагюном Ялчинкая и получил бронзовую олимпийскую медаль.
Тренировался под руководством Альфреда Владимировича Гришина и Олега Александровича Атапина.